# مارتن هالستيد
مارتن هالستيد (بالإنجليزية: Martin Halstead)‏ هو شخصية أعمال بريطاني، ولد في 18 مايو 1986 في أكسفورد في المملكة المتحدة.